# 三十人小组
30人小组又称G30，创立于1978年，是一个由部分国家中央银行行长和国际金融领域知名人士组成的非盈利性国际组织。其宗旨是，探讨世界经济金融发展中的重大问题，以此促进成员间的交流、加深了解，对国际经济金融规则的制定、国际金融机构和有关当局的经济决策发挥影响力。 
该组织目前由31位成员组成；每年举行两次全体会议，同时也不定期的组织研讨会、座谈会和研究组。

## 成立背景
三十人小组是在洛克菲勒基金会的倡议和支持下，由前英国央行行长杰弗里·贝尔于1978年创立的。总部设在美国首都华盛顿特区；其首任主席，是前国际货币基金组织总裁约翰内斯·维特芬。
该组织的前身，是1963年由奥地利裔美国经济学家弗里茨·马赫卢普创立的The Bellagio Group；目的是为了探求解决国际货币体系问题的方案，特别1960年代美国所面临的国际收支危机。

## 成员
该组织由30名成员组成，包括主要私人银行和中央银行的负责人，以及来自学界和国际机构的成员。目前该组织的成员包括阿根廷、澳大利亚、巴西、加拿大、中国、法国、德国、印度、以色列、意大利、日本、墨西哥、尼日利亚、波兰、新加坡、西班牙、瑞士、英国和美国等国家的现任和前任中央银行行长，以及两位纽约联邦储备银行主席，两位欧洲央行主席，一位巴塞爾銀行監理委員會主席，两位国际清算银行主席，两位国际货币基金组织首席经济学家，一位世界银行首席经济学家和墨西哥前总统。该组织每年召开两次全体会议，并组织研讨会、座谈会和研究小组。其总部设在华盛顿特区。